# 아이팟 터치 (5세대)
5세대 아이팟 터치는 2012년 9월 12일 애플의 미디어 행사에서 공개되었고 2012년 10월 11일 출시되었다. 터치스크린 기반의 사용자 인터페이스를 갖춘 애플사가 설계하고 마케팅하는 다목적 포켓 컴퓨터인 이 아이팟는 4세대 아이팟 터치의 뒤를 이었다. 2016년 8월 25일 출시된 iOS 9.3.5와 호환된다. 2012년 9월 12일(현지 시각), 애플은 아이팟 터치 5세대를 정식 공개했다. 아이폰 5와 같은 10.2 cm(4인치) 레티나 디스플레이를 적용해 길어지고 두께 6.1mm로 아이팟 시리즈 중 가장 얇고, 무게도 88g으로 가벼워졌다. A5 듀얼코어가 채택되었으며, 음성명령 기능인 시리가 추가되었고, 기본적으로 iOS6이(가) 설치된다. 카메라도 500만 화소 아이사이트 카메라와 LED플래시로 업그레이드 되었다. 이전 세대와 달리 기존의 블랙, 화이트에서 핑크, 노랑, 파랑, 실버 이 네 가지 색상이 추가되어 총 여섯가지 색상으로 늘어나 소비자 선택권이 더 넓어졌다. 뒷면은 산화 알루미늄 피막 처리된 완전한 유니바디 디자인을 채택했다. '아이팟 터치 루프'라는 새로운 액세서리를 추가해 제품 뒷면 하단에 생긴 고리에 손목 끈을 연결할 수 있어 휴대하기 편리하도록 고안했다. 2012년 10월 13일 기준으로, 정식으로 출시되었으며 아이팟터치 4세대 처음 출시한 시기의 가격보다는 2~3만원 낮은 32기가 399,000원 64기가 549,000원이 책정되었다. 2013년 5월 30일(현지 시각), 애플은 아이팟 터치 5세대의 16GB 모델을 공개했다. 다만 16GB 모델은 후면 iSight 카메라와 손목 스트랩을 끼울 수 있는 루프가 빠졌다. 또한 색상은 단일색상으로 전면부는 검은색, 후면부는 실버 컬러만 선택이 가능하다. 가격은 319,000원으로 책정되었다. 5세대 16GB 모델이 출시되면서 아이팟 터치 4세대 16GB 모델은 판매를 중단하였고, 단종되었다. 대한민국의 애플 온라인 스토어에서 2014년 여름부터 판매한 아이팟 터치 5세대 16GB 모델에 후면 5백만 화소 iSight 카메라가 탑재되었다. 또한 색상이 추가 또는 변경되었는데 스페이스 그레이, 실버, 블루, 옐로, 핑크, 레드이다. 레드(PRODUCT RED) 제품은 애플 온라인 스토어에서만 판매하고 있다. 판매가격도 새롭게 조정되었다. 16GB 259,000원 32GB 319,000원 64GB 379,000원이다. 애플 온라인 스토어에서 6세대 제품이 출시되면서 아이팟 터치 5세대 제품은 판매를 중단하였다. 또한 아이팟 터치 5세대용 loop도 판매를 중단하였다. 현재 아이팟 터치 6세대는 무료 각인 서비스도 이용할 수 있다. iOS 9.3.5를 최종으로 업데이트가 중단되었다. 32비트용 iOS10 펌웨어가 따로 존재하지만 CPU와 RAM 성능의 이유로 아이패드 2세대, 3세대, 미니 1세대 그리고 아이폰4s와 함께 업데이트가 중단되었다.